# Polarni efekat
Polarni efekat ili elektronski efekat u hemiji je uticaj koji vrši supstituent putem modifikovanja elektorstatičkih sila koje deluju na obližnji reakcioni centar. Glavni doprinosioci polarnog efekta su induktivni efekat, mezomerni efekat i prostorni uticaj elektronskog polja.
Elektron povlačeća grupa odvlači elektrone od reakcionog centra. Kad je taj center elektronima bogat karbanjon ili alkoksidni anjon, prisustvo elektron-odvlačećeg supstituenta ima stabilizirajući uticaj.
Primeri elektron odvlačećih grupa su
- halogeni (F, Cl);
- nitrili CN;
- karbonili RCOR';
- nitro grupe NO2.

Elektron otpuštajuća grupa (koja se isto tako naziva elektron donirajućom grupom) otpušta elektrone u reakcioni center i time stabilizuje elektronski deficijentne karbokatjone.
Primeri elektron otpuštajućih grupa su
- alkil grupe;
- alkoholne grupe;
- amino grupe.

Totalni uticaj supstituenata je kombinacija polarnog efekta i kombinovanih sternih efekata.
Pri elektrofilnoj aromatičnoj supstituciji i nukleofilnoj aromatičnoj supstituciji supstituenti se dele u aktivirajuće grupe i deaktivirajuće grupe, gde se smer aktivacije ili deaktivacije isto tako uzima u obzir.

## Spoljašnje veze
- Polar effect definition by the IUPAC Архивирано на веб-сајту  (4. мај 2016) Gold Book